# Вуд, Жаклин Макиннес
Жаклин Макиннес Вуд (англ. Jacqueline MacInnes Wood; род. 17 апреля 1987, Уинсор) — канадская телевизионная актриса, известная по своей роли в дневной мыльной опере «Дерзкие и красивые» (2008—2013, 2015—2016). В 2012 и 2013 годах за роль в мыльной опере она была номинирована на дневную премию «Эмми».

## Жизнь и карьера
Жаклин Макиннес Вуд родилась в городе Уиндсор, провинция Онтарио, Канада. Имеет французские, индейские, шотландские и бразильские корни. Является сводной сестрой бывшего игрока в NHL Боба Проберта.
Дебютировала в 2006 году с эпизодической ролью в сериале «Беглецы». В 2008—2013 и 2015—2016 годах снималась в мыльной опере «Дерзкие и красивые». В 2011 году снялась в фильме «Пункт назначения 5», а также сделала фотосессию для журнала «Maxim». Вуд является диджеем и выступает под именем DJ JacquiMac. Она также заядлый мотоциклист, ездит на собственном Ducati 848.
В 2013 году Вуд сыграла свою первую главную роль в карьере, в телефильме женского кабельного канала Lifetime «Предательство её мужа».
В 2014 году появлялась в эпизодах сериалов «Управление гневом» и «Касл». В 2015 году снималась в сериалах «19-2» и «Саус-Бич».

## Личная жизнь
С июля 2018 года Маккиннес Вуд замужем за агентом по поиску талантов из «Creative Artists Agency» Эланом Русполи. У супругов четверо сыновей: Райз Харлин Русполи (род. 4 марта 2019), Леникс Русполи (род. 21 февраля 2021), Брандо Элайон Русполи (род. в мае 2022) и Валор Джеймс Русполи (род. в августе 2023).

## Фильмография
| Год       | Название на русском     | Название на английском           | Роль                | Примечания |
| --------- | ----------------------- | -------------------------------- | ------------------- | --- |
| 2006      | Беглецы                 | Runaway                          | Кэндис              | 1 эпизод |
| 2007      | Засос                   | Lovebites                        | Фэйт                | 1 эпизод |
| 2008      | Геймер Гёрлз            | Gamer Girlz                      | Макс                | Реалити-шоу |
| 2008      | Самый ценный игрок      | M.V.P.                           | Эва                 | 2 эпизода |
| 2008—2019 | Дерзкие и красивые      | The Bold and the Beautiful       | Стиффи Форрестер    | Дневная мыльная опера Номинация — Дневная премия «Эмми» лучшей молодой актрисе в драматическом сериале (2012—2013) |
| 2008      | Кошмар в конце коридора | Nightmare at the End of the Hall | Лорел/Джейн Хэммонд | Телефильм канала Lifetime                                                                                          |
| 2009      | Скользящие по небу      | Skyrunners                       | Джули Ганн          | Телефильм |
| 2010      | Перевернутый бит        | Turn the Beat Around             | Ирина               | Телефильм |
| 2011      | Пункт назначения 5      | Final Destination 5              | Оливия Касл         | |
| 2011      | Новый романс            | New Romance                      | Жаклин              | Короткометражный фильм                                                                                             |
| 2012      | Стрела                  | Arrow                            | Сара Лэнс           | Пилотный эпизод |
| 2013      | Предательство её мужа   | Her Husband’s Betrayal           | Кэти Колтер         | Телефильм канала Lifetime                                                                                          |
| 2014      | Управление гневом       | Anger Management                 | Джейн               | Эпизод: «Charlie and the Temper of Doom»                                                                           |
| 2014      | Касл                    | Castle                           | Челси               | Эпизод: «The Time of Our Lives»                                                                                    |
| 2015      | 19-2                    | 19-2                             | Мэри Луиза Дамес    | 2 эпизода |
| 2015      | Саус-Бич                | South Beach                      | Саманта Лир         | 6 эпизодов |
| 2017      | Риск!                   | Jeopardy!                        | Стеффи              | 1 эпизод |